# Milton S. Hershey
Milton Snavely Hershey, född den 13 september 1857 i Derry Township, Pennsylvania, död den 13 oktober 1945 i Hershey, Pennsylvania, grundade företaget The Hershey Company år 1894. 